# Arnaldo Díaz García
Arnaldo Díaz García (nacido en 1930 en Provincia de Sancti Spíritus , Cuba) es un político y activista cubano que luchó contra los gobiernos de Grau San Martín y Prío Socarrás y luego contra el de Fulgencio Batista en varias luchas sindicales. Él formó parte también del Partido Socialista Popular (PSP) o Partido Comunista Cubano como dirigente territorial y más tarde fue Presidente provincial de La Asociación de Jóvenes Rebeldes. Fue detenido varias veces por sus luchas contra el gobierno y, a pesar de las torturas recibidas, nunca delató a sus compañeros. 

## Biografía
Nació en 1930 en el actual Uruguay, en la Provincia de Sancti Spíritus , Cuba. Sus padres, Leonardo Díaz Chávez y Mercedes García García,  fueron inmigrantes españoles originarios de la isla Canaria de Tenerife, concretamente del municipio de Los Realejos. En 1946 se unió a las Juventudes Socialistas Cubanas para luchar por los agricultores cubanos. Después de la expulsión de su campo de Sancti Spíritus que sufrió su familia, esta se estableció en la actual Panamá, en Camagüey, donde mantuvo viva su lucha sindical, enfrentándose primero contra los gobiernos de Grau San Martín y Carlos Prío Socarrás y luego contra el de Fulgencio Batista, sobre todo desde que se efectuó el golpe de Estado del 10 de marzo de 1952. Por sus luchas fue detenido muchas veces. 
El 26 de julio de 1956, Arnaldo Díaz  ocupó importantes cargos políticos como dirigente territorial del Partido Socialista Popular (PSP) o Partido Comunista Cubano.
Más tarde, sus responsabilidades políticas las ejerció en Ciego de Ávila y Morón. 
Desde junio de 1957 participó en una lucha obrera contra Batista en la ciudad de Camagüey, por lo que fue detenido y torturado por parte de la policía.  En su detención  del 4 de septiembre de 1958 fue tan maltratado física y moralmente en el acuartelamiento de la BRAC (Buró de Represión de Actividades Comunistas), tortura en la que participó el jefe provincial de policía de información y represión comunista,  que llegó a ver peligrar su vida.
Sin embargo, la tortura a la que él se enfrentó no logró que este delatara a sus compañeros, siendo encarcelado hasta noviembre de ese año. Tras su libertad, se integró en el ejército rebelde del futuro dictador y entonces comandante en jefe de dicho ejército, Fidel Castro.  
Así, participó en la Columna número 13 “Cándido González”, pasando luego a la posteriormente llamada “número Uno” o “José Martí”, Tras el triunfo de la Revolución cubana ocupó distintos cargos en las Fuerzas Armadas Revolucionarias y el de Presidente provincial de La Asociación de Jóvenes Rebeldes. Él contribuyó de forma eficaz a  unir el Movimiento Juvenil Camagüeyano. 
Más tarde, se graduó en la carrera de Historia, aunque en su edad adulta, por no haber podido estudiar en su juventud.

## Últimos años
Actualmente, en su jubilación, participa en la Asociación de Combatientes de la Revolución Cubana, aportando su experiencia didáctica como graduado superior en Historia.